# 塞尔莱
塞尔莱（義大利語：Serle），是意大利布雷西亚省的一个市镇。总面积18平方公里，人口3147人，人口密度174.8人/平方公里（2009年）。国家统计（ISTAT）代码为017178。